# ODAB-500
ODAB-500 bezeichnet eine Serie von Aerosolbomben aus sowjetisch/russischer Produktion. ODAB steht für Objomno-detonirujuschtschaja awiazionnaja bomba (Volumen-Detonations Fliegerbombe) und 500 steht für die Gewichtsklasse der Bombe. Die Serie umfasst die Bomben ODAB-500, ODAB-500PM und ODAB-500PMW.

## Entwicklung
Die ODAB-500 wurde in den 1980er Jahren entwickelt. Erstmals wurde sie Anfang der 1990er Jahre der Öffentlichkeit präsentiert. Entwickelt wurde sie von NPO Basalt in Moskau. Der Vertrieb erfolgt durch Aviaexport und Rosoboronexport.

## Technik

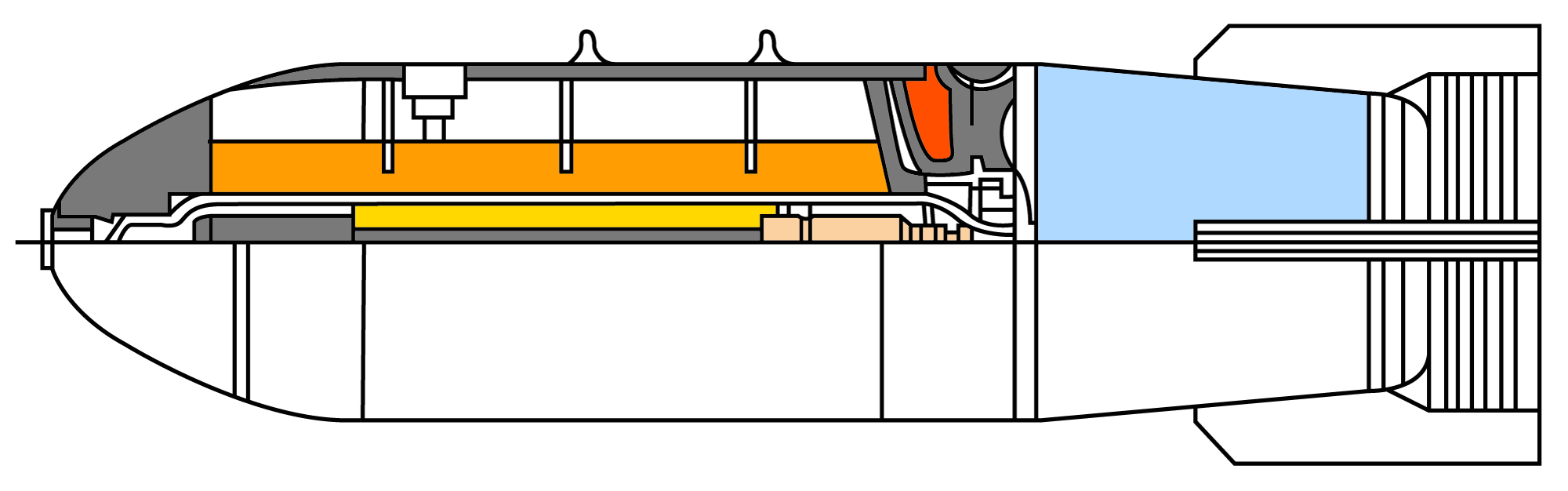
Schnittzeichnung einer ODAB-500.

Die Bombe hat eine zylindrische, längliche Rumpfform mit einem kreisrunden Querschnitt und einer ogivalen Spitze. Am Bombenheck befinden sich vier Stabilisierungsflügel, um die ein Boxwing angebracht ist. In der Bombenspitze ist der Zündmechanismus untergebracht. Im Mittelbereich der Bombe befindet sich in einem Zentralrohr die Zerlegladung und drumherum eine 193 kg schwere Wirkladung (Aerosolstoff). Im Heck der Bombe befindet sich ein Behälter für den Brems- und Stabilisierungsschirm. Die Bombe ist 2,38 m lang und wiegt je nach Ausführung 520–525 kg. Der Rumpfdurchmesser misst 500 mm und die Spannweite liegt bei rund 500 mm. Die ODAB-500 kann aus einem Höhenbereich von 200 bis 12.000 m sowie einem Geschwindigkeitsbereich von 50 bis 1.500 km/h abgeworfen werden. Nach dem Abwurf öffnet sich der Brems- und Stabilisierungsschirm in einer Höhe von 30 bis 50 m. Dieser stabilisiert den Fall der Bombe und bremst sie ab. Während des Falls misst ein Funkhöhenmesser die Höhe über Grund. In einer Höhe von 7 bis 9 m wird die Zerlegeladung aktiviert. Diese erzeugt aus der Wirkladung eine Aerosolwolke. Mit einer Verzögerung von 100 bis 140 Millisekunden wird die Aerosolwolke zur Detonation gebracht. Die Explosion erzeugt kurzzeitig eine sehr hohe Temperatur sowie einen Überdruck von 20 bis 30 bar. Die Explosionsstärke entspricht in etwa 1000 kg TNT. Der Wirkungsradius gegen Feldbefestigungen beträgt 25 m. Gegen Fahr- und Flugzeuge sowie lebende Ziele beträgt der Wirkungsradius 30 m.

## Varianten
- ODAB-500: Initialversion mit mechanischem Abstandzünder.
- ODAB-500PM: 2. Serienversion mit Funkmesszünder.
- ODAB-500PMW: Version optimiert für den Einsatz ab Hubschraubern.

## Einsatz
Die ODAB-500 kam erstmals während der sowjetischen Intervention in Afghanistan zum Einsatz. Danach kam die ODAB-500 bei Operationen in Dagestan und im Tschetschenienkrieg zum Einsatz. Weiter wurde die Bombe während der Jugoslawienkriege von Seiten der Serben eingesetzt. Im Bürgerkrieg in Syrien wird die ODAB-500 von der syrischen Luftwaffe eingesetzt.

## Trägerflugzeuge
- Mikojan-Gurewitsch MiG-21 (NATO-Codename: Fishbed)
- Mikojan-Gurewitsch MiG-27 (Flogger-D)
- Mikojan-Gurewitsch MiG-29 (Fulcrum)
- Mikojan-Gurewitsch MiG-35 (Fulcrum-F)
- Suchoi Su-17 (Fitter)
- Suchoi Su-22 (Fitter)
- Suchoi Su-24 (Fencer)
- Suchoi Su-25 (Frogfoot)
- Suchoi Su-30 (Flanker-C)
- Suchoi Su-34 (Fullback)
- Suchoi Su-35BM (Flanker-E)
- Mil Mi-24 (Hind)
- Mil Mi-28 (Havoc)
- Kamow Ka-52 Alligator (Hokum-B)